# دیدیه لمکل زی
دیدیه لمکل زی (انگلیسی: Didier Lamkel Zé؛ زادهٔ ۱۷ سپتامبر ۱۹۹۶) بازیکن فوتبال اهل کامرون است.
از باشگاه‌هایی که در آن بازی کرده است می‌توان به باشگاه فوتبال رویال آنتورپ اشاره کرد.